# Любинцівська сільська рада
Любинцівська сільська рада — орган місцевого самоврядування у Стрийському районі Львівської області. Адміністративний центр — село Любинці.

## Загальні відомості
Водоймища на території, підпорядкованій даній раді: річка Стрий.

## Населені пункти
Сільській раді підпорядковані населені пункти:
- с. Любинці
- с. Хромогорб

## Склад ради
Рада складається з 16 депутатів та голови.

### Керівний склад попередніх скликань
| ПІБ                         | Основні відомості                                                 | Дата обрання | Дата звільнення |
| --------------------------- | ----------------------------------------------------------------- | ------------ | --------------- |
| Семйоник Наталія Богданівна | Сільський голова, 1962 року народження, освіта вища, позапартійна | 26.03.2006   | 31.10.2010      |
| Семйоник Наталія Богданівна | Сільський голова, 1962 року народження, освіта вища, позапартійна | 31.10.2010   |                 |

Примітка: таблиця складена за даними джерела